# Schloss Charlottenlund

Schloss Charlottenlund

Das Schloss Charlottenlund (dänisch Charlottenlund Slot) ist ein Lustschloss in dem gleichnamigen Kopenhagener Vorort Charlottenlund in der Gemeinde Gentofte auf der dänischen Insel Seeland. Es diente von 1715 bis 1926 verschiedenen Mitgliedern des dänischen Königshauses als Sommerresidenz. Die Könige Christian X. von Dänemark und Haakon VII. von Norwegen wurden auf dem Schloss geboren.

## Geschichte

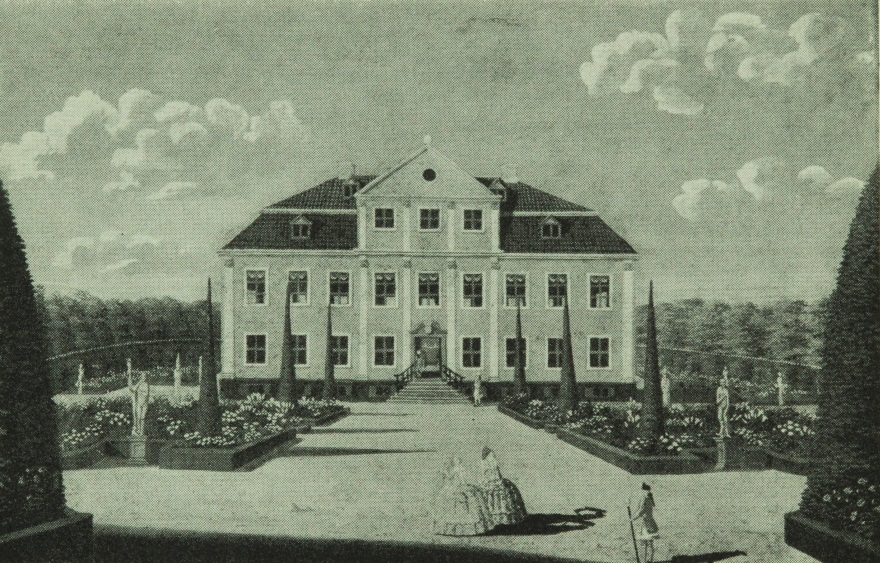
Das Schloss um 1744

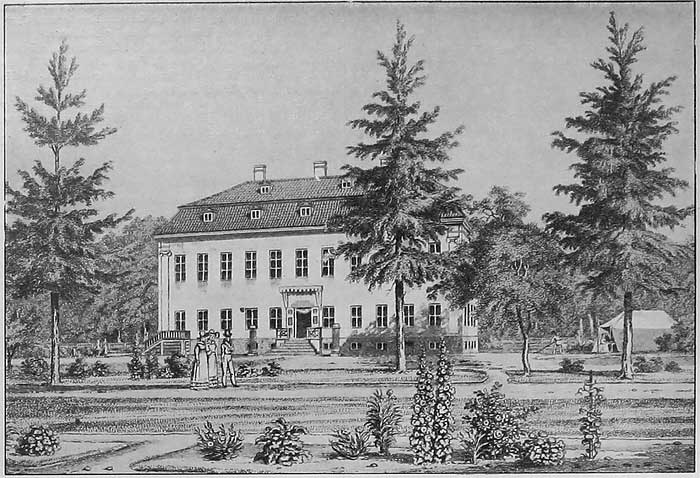
Das Schloss um 1830

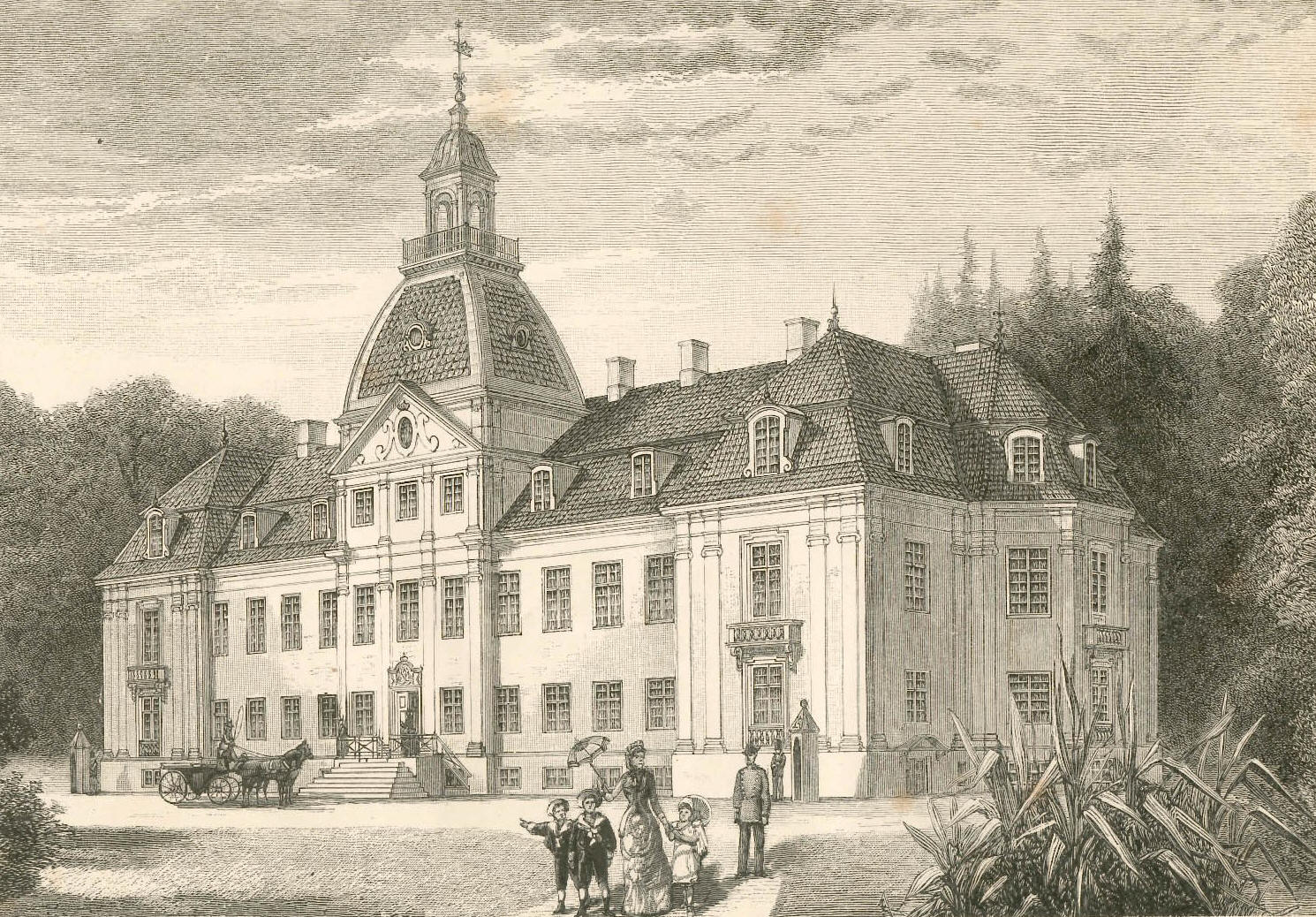
Das Schloss um 1895

Die urkundlich belegte Geschichte Charlottenlunds begann 1663, als König Friedrich III. das Grundstück seinem Kammerdiener Jacob Petersen übertrug, der dort ein Gasthaus baute. 1671 erwarb Ulrik Frederik Gyldenløve, ein unehelicher Sohn des Königs, das Anwesen, nannte es Gyldenlund und ließ dort Bewässerungsgräben, Fischteiche und Wanderwege anlegen. 1690 gelangten die Ländereien wieder in den Besitz der königlichen Familie, die schließlich dort einen Landsitz errichten ließ.
Um 1715 übernahm Kronprinz Christian (der spätere König Christian VI.) Gyldenlund und schenkte es 1730 seiner Schwester, Prinzessin Charlotte Amalie, deren Namen (Charlottenlund) es fortan trug. Nach den vom Architekten Johan Cornelius Krieger geleiteten Umbauarbeiten nutzte die Prinzessin das Schloss bis zu ihrem Tod 1782 als Sommerresidenz.
Danach bewohnten Prinzessin Louise Charlotte und Landgraf Wilhelm von Hessen-Kassel-Rumpenheim das Schloss, bis es 1869 von Kronprinz Friedrich (dem späteren König Friedrich VIII.) und seiner Frau, Prinzessin Louise, übernommen wurde. Sie beauftragten Ferdinand Meldahl mit tiefgreifenden architektonischen Änderungen. Zwischen 1880 und 1881 erweiterte er das ursprüngliche Barockschloss durch zwei Seitenflügel sowie eine Kuppel und veränderte die Fassade im Stil der französischen Neorenaissance.
Sowohl König Christian X., als auch sein Bruder Karl (der spätere norwegische König Håkon VII.) wurden in Charlottenlund geboren und die dänische Königsfamilie nutzte das Schloss noch bis 1935 als Sommersitz.
Seit 1935 wird Schloss Charlottenlund von Dänemarks Technischer Universität (DTU) genutzt. 2015 wurde es zum Verkauf angeboten.